# Karl Möhle
Karl Möhle, más conocido en español como Carlos Möhle (Alemania, 1850-Caracas, Venezuela, 1915), fue un farmacéutico, odontólogo, fotógrafo y músico alemán. Fue compositor de la música del Himno del Estado Monagas. 

## Biografía
Carlos Möhle emigró a Maturín, Venezuela, en 1883, cuando tenía 33 años. Estableció en Maturín junto a su hermano Wilhelm Möhle una farmacia en la calle Bolívar (actualmente avenida Bolívar) llamada Farmacia Alemana. Fue también fundador de la primera clínica odontológica de Maturín, la cual estuvo ubicada en un local contiguo a la sede de la Farmacia Alemana. El 10 de marzo de 1909, Carlos Möhle vendió la Farmacia Alemana. 
Möhle fundó hacia 1890 la primera banda musical de Maturín, de la que fue su director. Además creó la primera estudiantina de Maturín. Möhle fue autor de la música del Himno Patriótico a Maturín, que fue declarada el 24 de octubre de 1910 como Himno del Estado Monagas. 
Carlos Möhle se mudó a Caracas, donde murió en 1915, a los 65 años.

## Honores
Llevan su nombre una calle de Maturín (Calle Carlos Mohle) y una orquesta sinfónica de la misma ciudad (Orquesta Sinfónica Dr. Carlos Mohle).